# 岩松持国
岩松 持国（いわまつ もちくに）は、室町時代中期の岩松氏の当主。父は岩松満春。養父（伯父）に岩松満長。同時期に活動した従兄の岩松家純の系統・礼部家と区別して、持国の系統は官名から京兆家と呼ばれる。

## 生涯
応永24年（1417年）、伯父の満純が上杉禅秀に与して敗死すると（上杉禅秀の乱）、祖父・満国から岩松家の後継者に指名された。この処置は満純が反逆者となったため、彼と無関係の幼少の孫を擁立して一族に罪が及ぶ事を避けるためと見られる。後にもう1人の伯父・満長（みつなが）の養子となり、一族が土用安丸（持国）を支える体制を取り、所領は満長を経由して土用安丸に渡される仕組みになる（持国が成人するまで満長が家督を継いだとする説もある）。一方、満純の子・家純は長楽寺で出家、京都へと落ち延びていった。
土用安丸は永享7年（1435年）までに元服して鎌倉公方・足利持氏の偏諱を受けて左馬助持国（「国」は祖父・満国の1字）と名を改め、以後は持氏の部将として活動した。しかし、永享10年（1438年）に持氏は室町幕府と対立、永享の乱が起こり、翌年に持氏は敗死。永享12年（1440年）の結城合戦で持国は結城側に立ち、幕府軍と戦ったが家純は幕府軍に参加した。なお、この時にこれまで家督問題の蚊帳の外に置かれていた持国の実父である満春が幕府軍に応じて満国の遺領（すなわち、岩松氏の家督）を狙ったことが窺える文書が存在する。戦いの結果、結城城は落城、嘉吉元年（1441年）に第6代将軍・足利義教が暗殺されて（嘉吉の乱）持国は討伐を免れたが、家純は後ろ盾を失い帰京した。
文安4年（1447年）、持氏の遺児・成氏が鎌倉に帰還、鎌倉公方に就任した。しかし、成氏は先の2合戦で幕府方の上杉氏と対立、享徳3年（1454年）に関東管領・上杉憲忠を暗殺、享徳の乱を勃発させた。持国は成氏の命令を受けて山内屋敷を襲撃、長尾実景・景住父子を殺害した。
その後は古河公方となった成氏の元で上野で上杉軍と戦ったが、長禄2年（1458年）に堀越公方足利政知が関東に下向、家純もこれに従い下向した。それに伴い、家純と家臣の横瀬国繁は政知と執事の渋川義鏡と協力して持国に帰服の書状を送った。8月に持国は所領安堵を認められたので幕府に寝返った。翌年の太田庄の戦いで息子と共に上杉側として参戦している。
ところが、寛正2年（1461年）に持国は長男の次郎と共に家純に暗殺されてしまった。この事件は第8代将軍・足利義政が家純に持国父子が成氏に再び寝返ろうとした所を家純が討ち取った褒賞を与える旨を書いた書状以外に史料がない為、真相は不明である。
次男の成兼は成氏についたが、応仁2年（1468年）に上野で綱取原合戦が勃発、上杉方が勝利し、翌年に成兼は上野から追放された。そして、岩松氏は家純に統一された。